# Leonid Kharitonov

Leonid Mikhailovich Kharitonov (em russo: Леонид Михайлович Харитонов, 18 de setembro de 1933 — 19 de setembro de 2017) foi um cantor de ópera barítono nascido em Irkutsk, na União Soviética.